# Möhrendorf
Möhrendorf – miejscowość i gmina w Niemczech, w kraju związkowym Bawaria, w rejencji Środkowa Frankonia, w regionie Industrieregion Mittelfranken, w powiecie Erlangen-Höchstadt. Leży około 6 km na północ od Erlangen, nad rzeką Regnitz i Kanałem Ren-Men-Dunaj, przy autostradzie A73.

## Dzielnice
W skład gminy wchodzą następujące dzielnice: Möhrendorf, Kleinseebach i Ortskern am Regnitzufer.

## Polityka
Rada gminy składa się z 16 członków:
|      | CSU | SPD | FW |   | Wolny Blok Obywatelski | FG Schwab/Voll | Razem |
| 2002 | 6   | 3   | 3  | 2 | 2                      | 16 miejsc      |       |

## Galeria

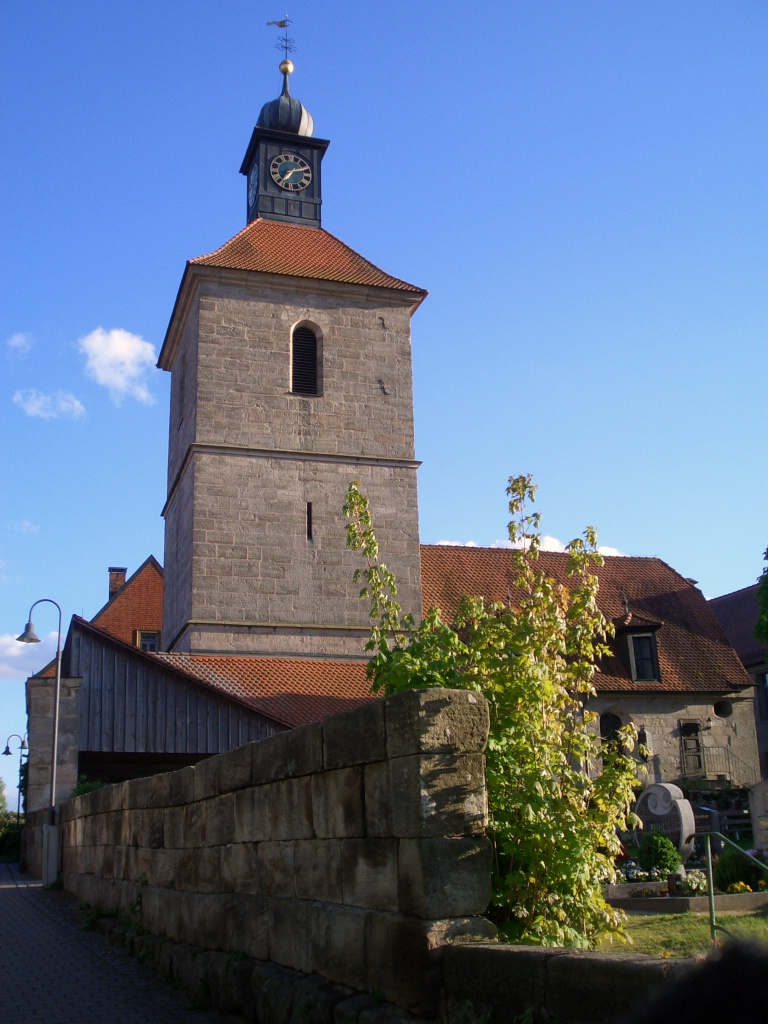
Kościół pw. św. Marcina (St. Martin)
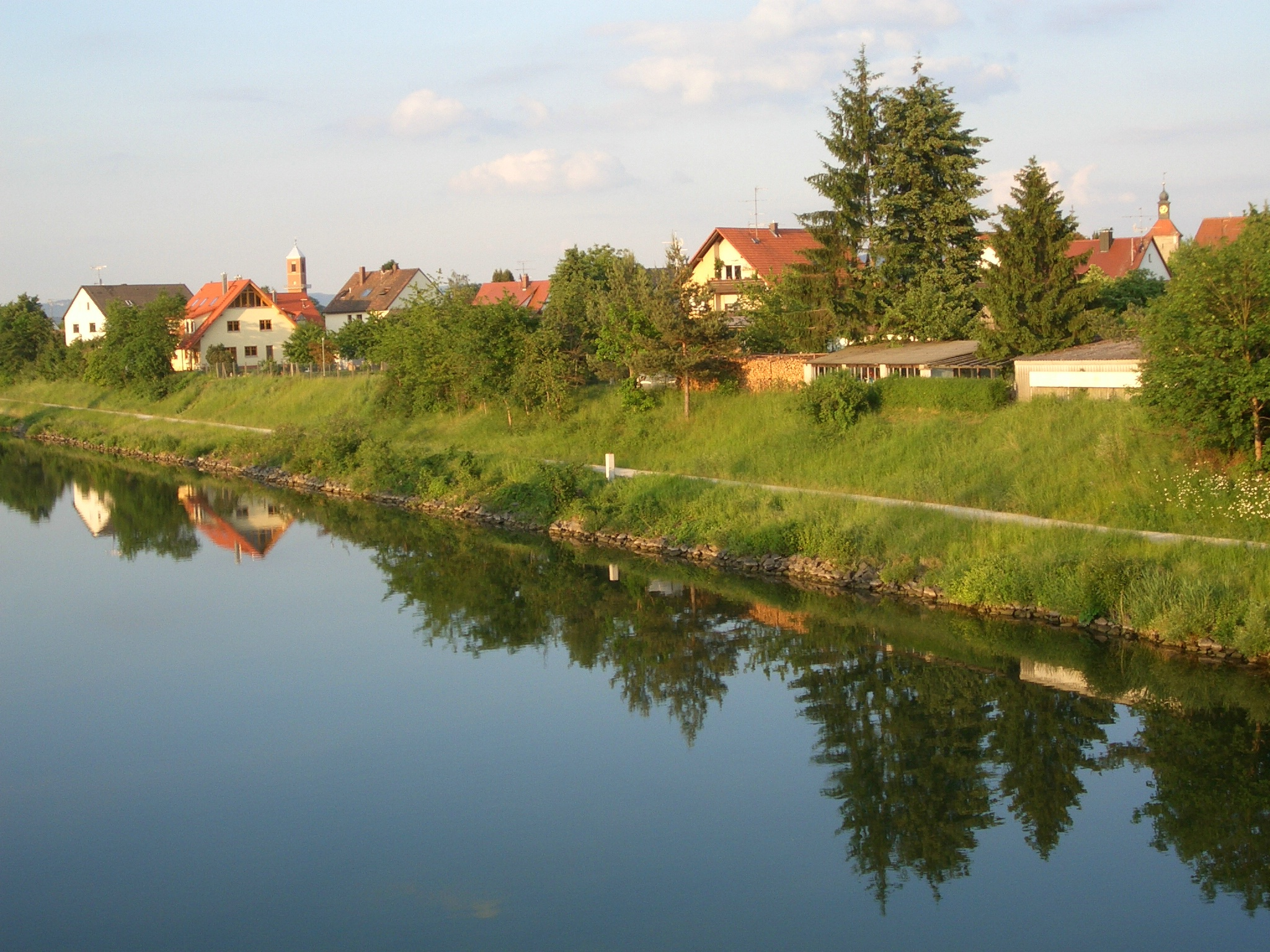
Möhrendorf od strony kanału Ren-Men-Dunaj
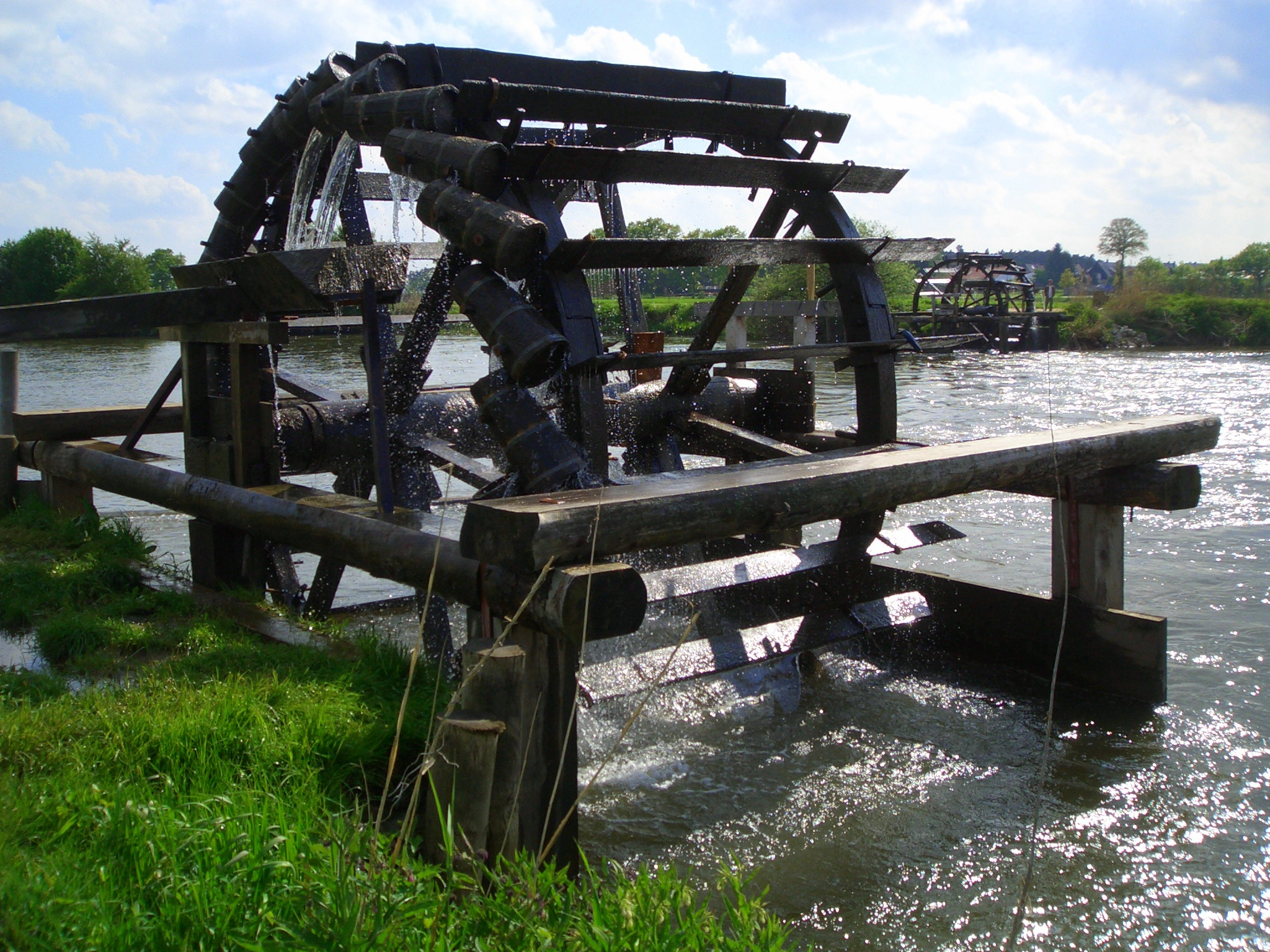
Koła wodne